# Vztlak

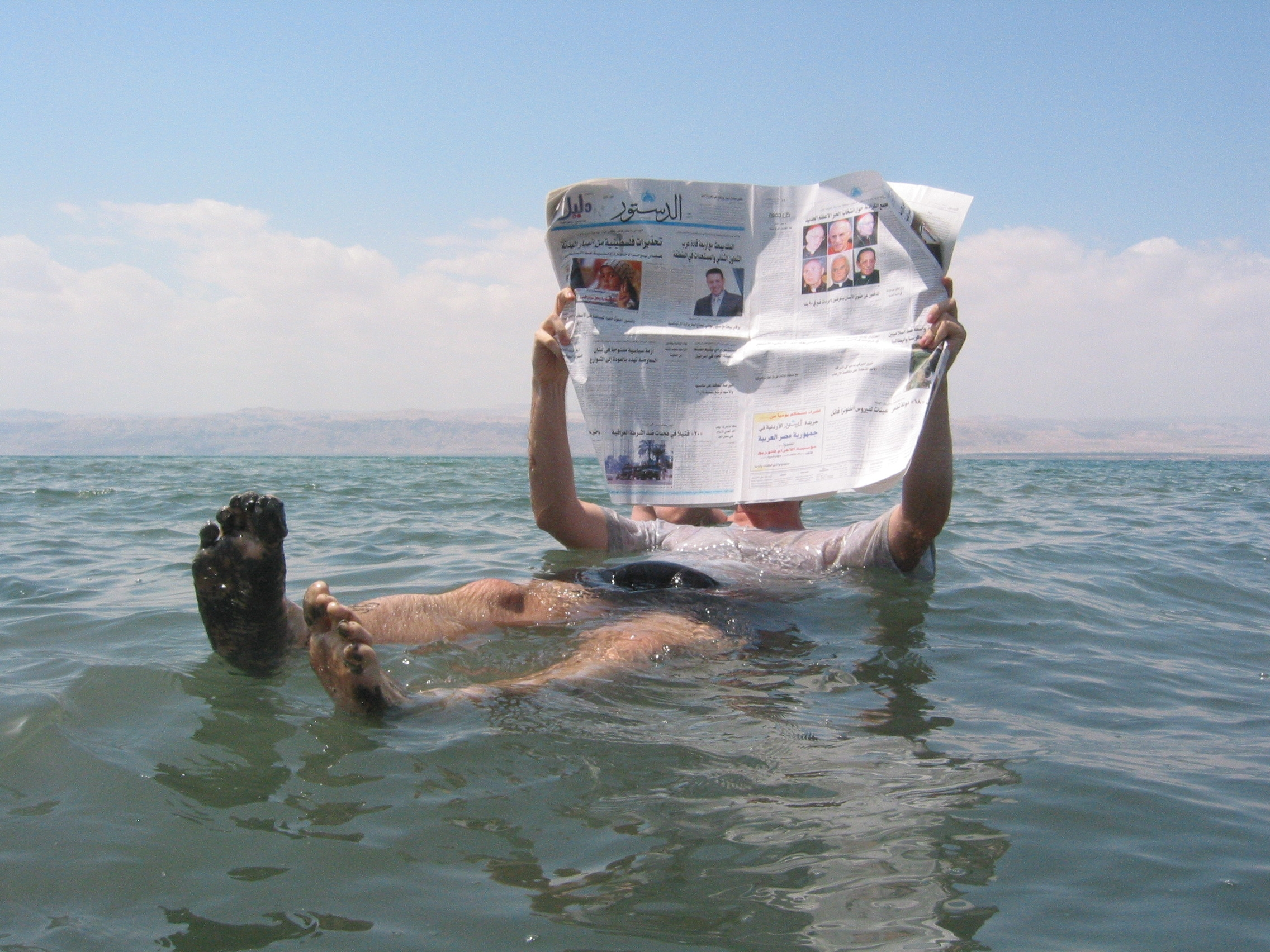
Hydrostatický vztlak drží muže na hladině Mrtvého moře

Vztlaková síla (vztlak) je síla, která nadlehčuje těleso v kapalině či plynu.
Vztlak může být:
- hydrostatický – je důsledkem rozdílů velikostí hydrostatických tlakových sil v různých hloubkách,
- dynamický – je důsledkem odporu prostředí (tekutiny) při pohybu tělesa.

## Hydrostatický vztlak
Hydrostatický vztlak vzniká jako důsledek tíhové síly, rozdílem hydrostatických tlaků na spodní a horní části tělesa, neboť tlak na spodní části je větší (spodní část je ve větší hloubce).
Tato vztlaková síla se vyskytuje nejen v kapalinách, kde se označuje jako hydrostatická vztlaková síla, ale také v plynech, kde bývá označována jako aerostatická vztlaková síla (aerostatický vztlak).
Hydrostatický vztlak směřuje vždy proti směru tíhové síly, tedy vzhůru. Jeho velikost závisí na objemu ponořené části tělesa a na hustotě kapaliny (a také na tíhovém zrychlení). Nezávisí na hloubce nebo celkovém objemu kapaliny, ani na hustotě nebo hmotnosti tělesa.

### Výpočet

Hydrostatický vztlak

Mějme v kapalině o hustotě {\displaystyle \rho } tuhé těleso ve tvaru hranolu s podstavou o obsahu {\displaystyle S} a výškou {\displaystyle h}. Toto těleso nechť je v kapalině ponořeno tak, že podstavy jsou vodorovné. Na všechny stěny tohoto tuhého tělesa působí kapalina tlakovou silou. Síly, které působí na boční stěny, jsou stejně velké, avšak opačného směru. Pokud neuvažujeme deformační účinek těchto sil na tuhé těleso, tak můžeme říci, že se tyto síly vzájemně vyruší.
Horní podstava nechť se nachází v hloubce {\displaystyle h^{\prime }}. Na tuto podstavu působí podle tlaková síla {\displaystyle F^{\prime }=Sh^{\prime }\rho g}, která směřuje dolů. Spodní podstava se nachází v hloubce {\displaystyle h^{\prime \prime }=h^{\prime }+h}. Tlaková síla, která působí na spodní podstavu, je {\displaystyle F^{\prime \prime }=Sh^{\prime \prime }\rho g} a směřuje svisle vzhůru.
Výsledná vztlaková síla je vektorovým součtem síly působící na spodní podstavu a síly působící na horní podstavu, tzn.
{\displaystyle F_{\mbox{vz}}=F^{\prime \prime }-F^{\prime }=S(h^{\prime \prime }-h^{\prime })\rho g=Sh\rho g}.
Pro objem hranolu platí {\displaystyle V=Sh}. Dosazením do předchozího vztahu dostaneme výraz pro hydrostatickou vztlakovou sílu, který platí nejen pro hranoly, ale pro těleso obecného tvaru.
{\displaystyle F_{\mbox{vz}}=V\rho g\,},
kde {\displaystyle \rho } označuje hustotu kapaliny, {\displaystyle V} je objem ponořené části tělesa a {\displaystyle g} je gravitační zrychlení.
Výpočet velikosti hydrostatické vztlakové síly se označuje jako Archimédův zákon.

### Využití
Díky hydrostatickému (či aerostatickému) vztlaku plavou lodě (rozdíl mezi vztlakovou silou a gravitační silou působící na těleso umožňuje popsat plování těles) a létají letadla lehčí vzduchu (tzv. aerostaty), např. balony či vzducholodě. Ryby jsou schopny pomocí vztlaku částečně řídit svůj pohyb vodou.

## Dynamický vztlak
Dynamický vztlak vzniká vzájemným dynamickým působením při pohybu tělesa tekutinou v důsledku odporu, který klade prostředí (tedy tekutina – plyn či kapalina) pohybu tělesa.
Při pohybu tělesa (v typickém případě křídla) se na základě 3. Newtonova zákona k síle, kterou těleso při pohybu působí na okolní vzduch, vytváří reakční síla, kterou okolní vzduch působí na těleso.

### Využití
Díky aerodynamickému vztlaku mohou létat letadla těžší vzduchu (tzv. aerodyny), např. letouny či vrtulníky.
Hydrodynamického vztlaku využívají při svém pohybu některé typy lodí.